# 琼南子楝树
琼南子楝树（学名：Decaspermum austrohainanicum）为桃金娘科子楝树属下的一个种。